# Metallochlora zebraea
Metallochlora zebraea är en fjärilsart som beskrevs av Saalmüller 1891. Metallochlora zebraea ingår i släktet Metallochlora och familjen mätare. Inga underarter finns listade i Catalogue of Life.